# زیردریایی یو-۱۰۶۳
زیردریایی یو-۱۰۶۳ (به انگلیسی: German submarine U-1063) یک زیردریایی بود که طول آن ۶۷٫۱۰ متر (۲۲۰ فوت ۲ اینچ) بود. این زیردریایی در سال ۱۹۴۴ ساخته شد.